# Service Canada
 (juillet 2011).
Si vous disposez d'ouvrages ou d'articles de référence ou si vous connaissez des sites web de qualité traitant du thème abordé ici, merci de compléter l'article en donnant les références utiles à sa vérifiabilité et en les liant à la section « Notes et références ».
Service Canada est une agence du gouvernement du Canada visant à améliorer le service du gouvernement fédéral aux Canadiens. L'agence cherche à le faire en améliorant la conception et l'offre des programmes et services gouvernementaux aux Canadiens. Service Canada est administré par Emploi et Développement social Canada.

## Historique

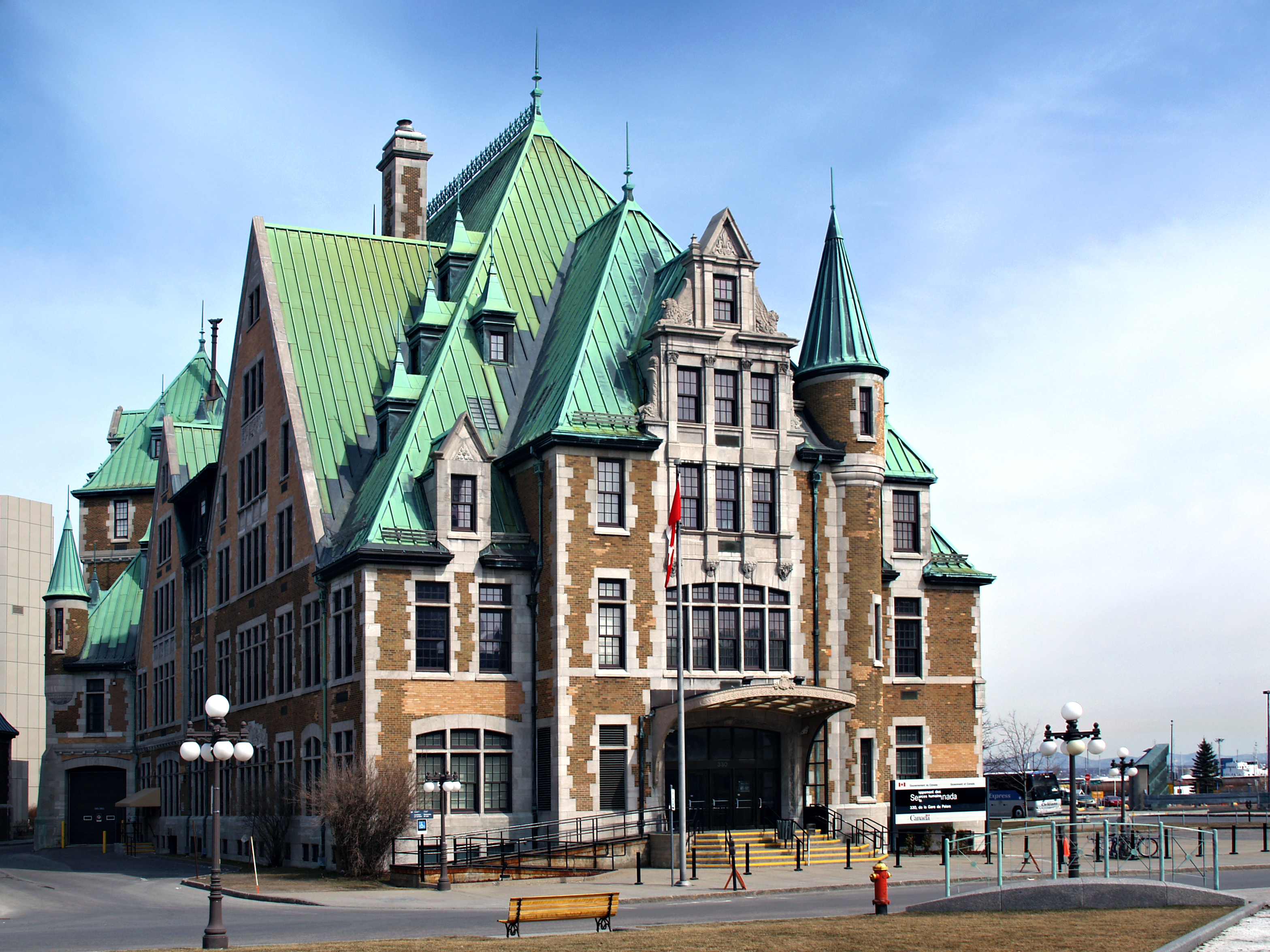
Service Canada à Québec

Service Canada a officiellement commencé ses opérations en septembre 2005, avec un mandat de fournir aux Canadiens un seul point d'accès aux services gouvernementaux par téléphone, par internet ou par courrier. Les origines de Service Canada remontent en 1998, quand le gouvernement du Canada a commencé à développer une stratégie de service intégrée basée sur les sondages détaillés des besoins et attentes des citoyens. En outre, Service Canada a présentement 570 bureaux et 200 unités mobiles qui se rendent aux endroits isolés.
Dès mai 2007, Service Canada a collaboré avec 14 autres départements et agences afin de fournir plus que 50 programmes et services gouvernementaux. L'agence a établi plus de 500 points de services à travers le Canada, plusieurs étant des unités mobiles conçues pour offrir des services aux endroits isolés.
Leurs nombres augmentent, parce que le but est de fournir aux Canadiens, avec un seul point d'accès, tous les programmes et services gouvernementaux, peu égard au lieu de résidence ou au moyen de communication avec le gouvernement.

## Description
Des initiatives similaires à Service Canada sont bien établies dans beaucoup des provinces canadiennes. L'idée de développer un service centralisé aux citoyens a été accueillie par plusieurs pays développés. Le Canada est vu comme un leader dans ce domaine.
Service Canada est présentement une partie du portfolio de Ressources humaines et développement des compétences Canada et Travail Canada. Ce portfolio est le fournisseur principal du Gouvernement du Canada des programmes sociaux et des services, ainsi qu'un joueur majeur dans le développement des politiques sociales au niveau fédéral. 
Service Canada a annoncé à l'automne 2005 qu'il va passer sous contrat quelques-uns de ses services à Services Nouveau-Brunswick (SNB), la première compagnie du secteur public multiservice au Canada. C'est la première fois qu'un service fédéral est dispensé par une agence provinciale. SNB est responsable d'une variété de services, comme l'émission des cartes d'assurance sociale et l'émission des cartes de compétence de conducteur d'embarcation de plaisance (CCEP).
Chaque année, à partir du mois de mai jusqu'au mois d'août, les Centres Service Canada pour les jeunes ouvrent dans toutes les villes majeures du Canada. Il y a plus de 300 Centres pour les jeunes à travers le Canada. Les centres servent les jeunes entre l'âge de 15 ans et 30 ans, avec de l'aide à la rédaction de curriculum vitæ et à la préparation d'entrevue. Les centres peuvent aussi donner de l'assistance à propos des normes d'emploi, la santé et sécurité et les autres programmes du Gouvernement du Canada pour les jeunes. Les centres sollicitent également des emplois aux employeurs locaux qui veulent embaucher.